# Eintracht Frankfurt 1990-1991
Questa voce raccoglie le informazioni riguardanti l'Eintracht Frankfurt nelle competizioni ufficiali della stagione 1990-1991.

## Stagione
Nella stagione 1990-1991 l'Eintracht Francoforte, allenato da Jörg Berger e Dragoslav Stepanović, concluse il campionato di Bundesliga al 4º posto. In Coppa di Germania l'Eintracht Francoforte fu eliminato in semifinale dal Werder Brema. In Coppa UEFA l'Eintracht Francoforte fu eliminato al primo turno dal Brøndby.

## Rosa
| N. |                     | Ruolo | Calciatore        |
| -- | ------------------- | ----- | ----------------- |
| 9  | Ghana (bandiera)    | A     | Anthony Yeboah    |
| 17 | Germania (bandiera) | C     | Oliver Bunzenthal |
|    | Germania (bandiera) | P     | Thomas Ernst      |
|    | Germania (bandiera) | P     | Uli Stein         |
|    | Germania (bandiera) | D     | Uwe Bindewald     |
|    | Germania (bandiera) | D     | Manfred Binz      |
|    | Germania (bandiera) | D     | Alexander Conrad  |
|    | Germania (bandiera) | D     | Michael Klein     |
|    | Germania (bandiera) | D     | Charly Körbel     |
|    | Germania (bandiera) | D     | Dietmar Roth      |
|    | Germania (bandiera) | C     | Uwe Bein          |

| N. |                        | Ruolo | Calciatore       |
| -- | ---------------------- | ----- | ---------------- |
|    | Germania (bandiera)    | C     | Ralf Falkenmayer |
|    | Germania (bandiera)    | C     | Heinz Gründel    |
|    | Germania (bandiera)    | C     | Thomas Lasser    |
|    | Germania (bandiera)    | C     | Andreas Möller   |
|    | Germania (bandiera)    | C     | Stefan Simon     |
|    | Germania (bandiera)    | C     | Stefan Studer    |
|    | Germania (bandiera)    | C     | Ralf Weber       |
|    | Germania (bandiera)    | A     | Axel Kruse       |
|    | Germania (bandiera)    | A     | Lothar Sippel    |
|    | Polonia (bandiera)     | A     | Janusz Turowski  |
|    | Stati Uniti (bandiera) | A     | David Wagner     |

## Organigramma societario
Area tecnica
- Allenatore: Dragoslav Stepanović
- Allenatore in seconda:
- Preparatore dei portieri:
- Preparatori atletici:

## Calciomercato

### Sessione estiva
| Acquisti | Acquisti         | Acquisti          | Acquisti |
| R.       | Nome             | da                | Modalità |
| -------- | ---------------- | ----------------- | -------- |
| D        | Alexander Conrad | Hessen Kassel     |          |
| C        | Andreas Möller   | Borussia Dortmund |          |
| A        | Anthony Yeboah   | Saarbrücken       |          |

| Cessioni | Cessioni        | Cessioni              | Cessioni |
| R.       | Nome            | a                     | Modalità |
| -------- | --------------- | --------------------- | -------- |
| C        | Ralf Sievers    | St. Pauli             |          |
| A        | Jørn Andersen   | Fortuna Düsseldorf    |          |
| C        | Dirk Bakalorz   | Darmstadt             |          |
| C        | Christian Heide | Darmstadt             |          |
| D        | Thomas Klepper  | Rot-Weiss Francoforte |          |
| D        | Björn Pistauer  | Bad Homburg 05        |          |
| A        | Thomas Weiß     | Darmstadt             |          |

### Sessione invernale
| Acquisti | Acquisti | Acquisti | Acquisti |
| R.       | Nome     | da       | Modalità |
| -------- | -------- | -------- | -------- |

| Cessioni | Cessioni        | Cessioni   | Cessioni |
| R.       | Nome            | a          | Modalità |
| -------- | --------------- | ---------- | -------- |
| A        | Dieter Eckstein | Norimberga |          |

## Risultati

### Bundesliga

#### Girone di andata
| Arbitro: | Krug |

|                                  |           |  |
| Binz 28’ Yeboah 61’ Turowski 81’ | Marcatori |  |

| Arbitro: | Dardenne |

|            |           |             |
| Kadlec 31’ | Marcatori | 56’ Gründel |

| Arbitro: | Mölm |

|                                                                          |           |            |
| Bein 21’ (rig.) Möller 40’, 48’ (rig.) Turowski 45’ Hutwelker 79’ (aut.) | Marcatori | 19’ Kaiser |

| Bochum 1º settembre 1990, ore 15:30 CEST 4ª giornata | Bochum | 0 – 0 referto | Eintracht Francoforte | Ruhrstadion (18 504 spett.)\| Arbitro: \| Berg \| |
| Arbitro:                                             | Berg   |               |                       |                                                   |

| Francoforte sul Meno 8 settembre 1990, ore 15:30 CEST 5ª giornata | Eintracht Francoforte | 0 – 0 referto | Werder Brema | Waldstadion (25 000 spett.)\| Arbitro: \| Broska \| |
| Arbitro:                                                          | Broska                |               |              |                                                     |

| Arbitro: | Wiesel |

|         |           |            |
| Max 73’ | Marcatori | 62’ Möller |

| Arbitro: | Föckler |

|                 |           |  |
| Falkenmayer 21’ | Marcatori |  |

| Arbitro: | Führer |

|  |           |            |
|  | Marcatori | 44’ Möller |

| Arbitro: | Kriegelstein |

|              |           |  |
| Hartmann 34’ | Marcatori |  |

| Arbitro: | Theobald |

|                                   |           |              |
| Yeboah 50’ Möller 67’ Gründel 72’ | Marcatori | 84’ Strerath |

| Arbitro: | Assenmacher |

|           |           |  |
| Kruse 19’ | Marcatori |  |

| Arbitro: | Neuner |

|              |           |                                                    |
| Eckstein 82’ | Marcatori | 28’ Wohlfarth 41’ Laudrup 65’ Effenberg 77’ Kohler |

| Arbitro: | Löwer |

|  |           |                    |
|  | Marcatori | 63’ Weber 64’ Bein |

| Arbitro: | Osmers |

|                                          |           |  |
| Yeboah 22’ Möller 29’ Bein 65’ Weber 85’ | Marcatori |  |

| Arbitro: | Dellwing |

|                       |           |                              |
| Foda 77’ Herrlich 87’ | Marcatori | 8’ (aut.) Seckler 64’ Möller |

| Arbitro: | Dardenne |

|              |           |            |
| Turowski 72’ | Marcatori | 81’ Zander |

| Arbitro: | Weber |

|                             |           |          |
| Buchwald 48’ Sverrisson 62’ | Marcatori | 90’ Bein |

#### Girone di ritorno
| Arbitro: | Aust |

|                           |           |                      |
| Harforth 24’ Reichert 44’ | Marcatori | 42’ Studer 67’ Kruse |

| Arbitro: | Prengel |

|                              |           |                                             |
| Möller 3’, 27’, 28’ Bein 51’ | Marcatori | 7’ Hotić 32’ (rig.) Kuntz 73’ (rig.) Kadlec |

| Arbitro: | Kasper |

|               |           |  |
| Carracedo 74’ | Marcatori |  |

| Arbitro: | Habermann |

|                   |           |         |
| Reekers 8’ (aut.) | Marcatori | 2’ Kohn |

| Arbitro: | Steinborn |

|              |           |            |
| Neubarth 77’ | Marcatori | 67’ Möller |

| Arbitro: | Malbranc |

|                                               |           |           |
| Kruse 4’, 11’ Bein 19’ Gründel 40’ Yeboah 59’ | Marcatori | 29’ Spies |

| Arbitro: | Wiesel |

|                          |           |          |
| Littbarski 26’ Sturm 50’ | Marcatori | 24’ Binz |

| Arbitro: | Löwer |

|  |           |                                                    |
|  | Marcatori | 26’, 46’, 85’ Furtok 58’ Eck 73’ Matysik 89’ Spörl |

| Arbitro: | Strigel |

|                                                            |           |  |
| Möller 16’ Gründel 53’ Langbein 58’ (aut.) Bein 63’ (rig.) | Marcatori |  |

| Arbitro: | Föckler |

|  |           |                                         |
|  | Marcatori | 52’ Studer 79’ Lasser 89’ (rig.) Möller |

| Arbitro: | Aust |

|                                          |           |             |
| Möller 10’, 31’ Binz 62’ Sippel 72’, 89’ | Marcatori | 75’ Greiser |

| Arbitro: | Kriegelstein |

|                          |           |  |
| Kohler 70’ Effenberg 87’ | Marcatori |  |

| Arbitro: | Führer |

|  |           |                  |
|  | Marcatori | 34’ (aut.) Stein |

| Arbitro: | Mölm |

|                        |           |                                         |
| Chapuisat 25’ Fach 37’ | Marcatori | 47’ (rig.) Binz 68’ Turowski 79’ Yeboah |

| Arbitro: | Matheis |

|                              |           |             |
| Turowski 19’, 68’ Yeboah 22’ | Marcatori | 49’ Kirsten |

| Arbitro: | Prengel |

|           |           |            |
| Ottens 8’ | Marcatori | 44’ Yeboah |

| Arbitro: | Krug |

|                                           |           |  |
| Möller 26’ Studer 43’ Yeboah 45’ Bein 60’ | Marcatori |  |

### Coppa di Germania
| Arbitro: | Prengel |

|                 |           |                        |
| Pickenäcker 42’ | Marcatori | 7’ Yeboah 68’ Eckstein |

| Francoforte sul Meno 3 novembre 1990, ore 15:30 CET Secondo turno | Eintracht Francoforte | 0 – 0 (d.t.s.) referto | Norimberga | Waldstadion (10 000 spett.)\| Arbitro: \| Tritschler \| |
| Arbitro:                                                          | Tritschler            |                        |            |                                                         |

| Arbitro: | Strigel |

|  |           |                             |
|  | Marcatori | 95’ Möller 111’ Falkenmayer |

| Saarbrücken 1º dicembre 1990, ore 15:30 CET Ottavi di finale | Saarbrücken | 0 – 0 (d.t.s.) referto | Eintracht Francoforte | Ludwigsparkstadion (20 000 spett.)\| Arbitro: \| Krug \| |
| Arbitro:                                                     | Krug        |                        |                       |                                                          |

| Arbitro: | Assenmacher |

|                                  |           |                       |
| Yeboah 12’ Kruse 81’ Möller 104’ | Marcatori | 7’ Schüler 86’ Preetz |

| Arbitro: | Theobald |

|                         |           |             |
| Binz 21’ Kruse 31’, 70’ | Marcatori | 84’ Ibrahim |

| Arbitro: | Weber |

|                    |           |                            |
| Klein 22’ Binz 28’ | Marcatori | 2’ (aut.) Gründel 61’ Bode |

| Arbitro: | Dellwing |

|                                                         |           |                                 |
| Rufer 8’, 30’, 75’ Bratseth 29’ Neubarth 37’ Allofs 80’ | Marcatori | 15’, 67’ Sippel 72’ (rig.) Binz |

### Coppa UEFA
| Arbitro: | Waddell |

|                                                                    |           |  |
| Okechukwu 9’ Christensen 55’, 84’ Christofte 64’ (rig.) Madsen 80’ | Marcatori |  |

| Arbitro: | Butenko |

|                                                   |           |                 |
| Yeboah 5’ Eckstein 22’ Bein 37’ Möller 86’ (rig.) | Marcatori | 28’ Christensen |

## Statistiche

### Statistiche di squadra
| Competizione      | Punti | In casa | In casa | In casa | In casa | In casa | In casa | In trasferta | In trasferta | In trasferta | In trasferta | In trasferta | In trasferta | Totale | Totale | Totale | Totale | Totale | Totale | DR  |
| Competizione      | Punti | G       | V       | N       | P       | Gf      | Gs      | G            | V            | N            | P            | Gf           | Gs           | G      | V      | N      | P      | Gf     | Gs     | DR  |
| ----------------- | ----- | ------- | ------- | ------- | ------- | ------- | ------- | ------------ | ------------ | ------------ | ------------ | ------------ | ------------ | ------ | ------ | ------ | ------ | ------ | ------ | --- |
| Bundesliga        | 40    | 17      | 11      | 3       | 3       | 44      | 21      | 17           | 4            | 7            | 6            | 19           | 19           | 34     | 15     | 10     | 9      | 63     | 40     | +23 |
| Coppa di Germania | -     | 4       | 2       | 2       | 0       | 8       | 5       | 4            | 2            | 1            | 1            | 7            | 7            | 8      | 4      | 3      | 1      | 15     | 12     | +3  |
| Coppa UEFA        | -     | 1       | 1       | 0       | 0       | 4       | 1       | 1            | 0            | 0            | 1            | 0            | 5            | 2      | 1      | 0      | 1      | 4      | 6      | -2  |
| Totale            | 40    | 22      | 14      | 5       | 3       | 56      | 27      | 22           | 6            | 8            | 8            | 26           | 31           | 44     | 20     | 13     | 11     | 82     | 58     | +24 |

### Andamento in campionato
| Giornata  | 1 | 2 | 3 | 4 | 5 | 6 | 7 | 8 | 9 | 10 | 11 | 12 | 13 | 14 | 15 | 16 | 17 | 18 | 19 | 20 | 21 | 22 | 23 | 24 | 25 | 26 | 27 | 28 | 29 | 30 | 31 | 32 | 33 | 34 |
| --------- | - | - | - | - | - | - | - | - | - | -- | -- | -- | -- | -- | -- | -- | -- | -- | -- | -- | -- | -- | -- | -- | -- | -- | -- | -- | -- | -- | -- | -- | -- | -- |
| Luogo     | C | T | C | T | C | T | C | T | T | C  | T  | C  | T  | C  | T  | C  | T  | T  | C  | T  | C  | T  | C  | T  | C  | C  | T  | C  | T  | C  | T  | C  | T  | C  |
| Risultato | V | N | V | N | N | N | V | V | P | V  | P  | P  | V  | V  | N  | N  | P  | N  | V  | P  | N  | N  | V  | P  | P  | V  | V  | V  | P  | P  | V  | V  | N  | V  |
| Posizione | 1 | 4 | 1 | 3 | 2 | 4 | 4 | 2 | 3 | 2  | 3  | 5  | 4  | 4  | 4  | 4  | 4  | 5  | 4  | 4  | 5  | 5  | 4  | 5  | 7  | 6  | 5  | 5  | 6  | 6  | 6  | 5  | 5  | 4  |

Legenda:

Luogo: C = Casa; T = Trasferta. Risultato: V = Vittoria; N = Pareggio; P = Sconfitta.

### Statistiche dei giocatori
| Giocatore      | Bundesliga | Bundesliga | Bundesliga  | Bundesliga | Coppa di Germania | Coppa di Germania | Coppa di Germania | Coppa di Germania | Coppa UEFA | Coppa UEFA | Coppa UEFA  | Coppa UEFA | Totale   | Totale | Totale      | Totale     |
| Giocatore      | Presenze   | Reti       | Ammonizioni | Espulsioni | Presenze          | Reti              | Ammonizioni       | Espulsioni        | Presenze   | Reti       | Ammonizioni | Espulsioni | Presenze | Reti   | Ammonizioni | Espulsioni |
| -------------- | ---------- | ---------- | ----------- | ---------- | ----------------- | ----------------- | ----------------- | ----------------- | ---------- | ---------- | ----------- | ---------- | -------- | ------ | ----------- | ---------- |
| U. Bein        | 31         | 8          | 4           | 0          | 8                 | 0                 | 0                 | 0                 | 1          | 1          | 0           | 0          | 40       | 9      | 4           | 0          |
| U. Bindewald   | 13         | 0          | 1           | 0          | 1                 | 0                 | 0                 | 0                 | 1          | 0          | 0           | 0          | 15       | 0      | 1           | 0          |
| M. Binz        | 34         | 4          | 0           | 0          | 8                 | 3                 | 0                 | 0                 | 2          | 0          | 0           | 0          | 44       | 7      | 0           | 0          |
| O. Bunzenthal  | 0          | 0          | 0           | 0          | 0                 | 0                 | 0                 | 0                 | 0          | 0          | 0           | 0          | 0        | 0      | 0           | 0          |
| A. Conrad      | 1          | 0          | 1           | 0          | 0                 | 0                 | 0                 | 0                 | 0          | 0          | 0           | 0          | 1        | 0      | 1           | 0          |
| D. Eckstein    | 17         | 1          | 2           | 0          | 4                 | 1                 | 1                 | 0                 | 2          | 1          | 0           | 0          | 23       | 3      | 3           | 0          |
| T. Ernst       | 0          | 0          | 0           | 0          | 1                 | 0                 | 0                 | 0                 | 0          | 0          | 0           | 0          | 1        | 0      | 0           | 0          |
| R. Falkenmayer | 21         | 1          | 4           | 0          | 4                 | 1                 | 2                 | 0                 | 2          | 0          | 0           | 0          | 27       | 2      | 6           | 0          |
| H. Gründel     | 29         | 4          | 6           | 0          | 7                 | 0                 | 3                 | 0                 | 1          | 0          | 0           | 0          | 37       | 4      | 9           | 0          |
| M. Klein       | 14         | 0          | 2           | 0          | 2                 | 1                 | 0                 | 0                 | 1          | 0          | 0           | 0          | 17       | 1      | 2           | 0          |
| A. Kruse       | 12         | 3          | 3           | 0          | 3                 | 3                 | 2                 | 0                 | 0          | 0          | 0           | 0          | 15       | 6      | 5           | 0          |
| C. Körbel      | 33         | 0          | 4           | 0          | 8                 | 0                 | 2                 | 0                 | 2          | 0          | 0           | 0          | 43       | 0      | 6           | 0          |
| T. Lasser      | 15         | 1          | 3           | 0          | 5                 | 0                 | 0                 | 0                 | 1          | 0          | 0           | 0          | 21       | 1      | 3           | 0          |
| A. Möller      | 32         | 16         | 1           | 0          | 7                 | 2                 | 1                 | 0                 | 2          | 1          | 0           | 0          | 41       | 19     | 2           | 0          |
| D. Roth        | 30         | 0          | 7           | 0          | 8                 | 0                 | 1                 | 0                 | 1          | 0          | 0           | 0          | 39       | 0      | 8           | 0          |
| R. Sievers     | 1          | 0          | 0           | 0          | 0                 | 0                 | 0                 | 0                 | 0          | 0          | 0           | 0          | 1        | 0      | 0           | 0          |
| S. Simon       | 0          | 0          | 0           | 0          | 0                 | 0                 | 0                 | 0                 | 0          | 0          | 0           | 0          | 0        | 0      | 0           | 0          |
| L. Sippel      | 19         | 2          | 1           | 0          | 4                 | 2                 | 0                 | 0                 | 2          | 0          | 0           | 0          | 25       | 4      | 1           | 0          |
| U. Stein       | 34         | 0          | 0           | 0          | 7                 | 0                 | 0                 | 0                 | 2          | 0          | 0           | 0          | 43       | 0      | 0           | 0          |
| S. Studer      | 33         | 3          | 1           | 0          | 7                 | 0                 | 0                 | 0                 | 2          | 0          | 0           | 0          | 42       | 3      | 1           | 0          |
| J. Turowski    | 22         | 6          | 0           | 0          | 6                 | 0                 | 0                 | 0                 | 1          | 0          | 0           | 0          | 29       | 6      | 0           | 0          |
| D. Wagner      | 1          | 0          | 0           | 0          | 0                 | 0                 | 0                 | 0                 | 0          | 0          | 0           | 0          | 1        | 0      | 0           | 0          |
| R. Weber       | 13         | 2          | 2           | 0          | 5                 | 0                 | 1                 | 0                 | 1          | 0          | 0           | 0          | 19       | 2      | 3           | 0          |
| T. Yeboah      | 26         | 8          | 2           | 0          | 6                 | 2                 | 0                 | 1                 | 1          | 1          | 0           | 0          | 33       | 11     | 2           | 1          |